# Molunat
Molunat (ital. Molonta, von mgriech. μόλος/μῶλος „Hafen“ oder illyr. Herkunft) ist ein Dorf mit 212 Einwohnern (2011) in der Gemeinde Konavle. Molunat ist der südlichste Küstenort Kroatiens.

## Lage und Geschichte
Es liegt in der historischen Region Dalmatien 38 km südlich von Dubrovnik. In der Gemeinde Konavle, zu der es gehört, ist es neben Cavtat der einzige am Meer gelegene Ort. Von dem landwirtschaftlich bedeutsamen großen Talbecken Konavosko polje trennt es das teilweise schroff zum Meer abfallende Küstengebirge Konavoske stijene. Der Ort liegt an der Stelle, wo eine Halbinsel „hammerartig“ ins Meer ragt und, zusammen mit der Insel Veliki Školj, vor der Küste zwei große Hafenbuchten abschirmt: Nordwestlich die Luka Donji Molunat (Molonta Grande) und südöstlich die Luka Gornji Molunat (Molonta Piccola). In der flachen Luka Gornji Molunat liegt auch noch das Felseninselchen Mali Školj oder Supetrić.
Molunat war schon in der Antike besiedelt. Nach dem Erwerb des Konavle im 15. Jahrhundert durch die Republik Ragusa wurde der geschützte Küstenabschnitt mit Familien aus den umliegenden Dörfern besiedelt, die Grundstücksparzellen erhielten.
Der vom Hügel Rat flankierte namengebende Ortsteil, zu dem die ursprüngliche Hauptwegeverbindung vom früheren ländlichen Unterzentrum Pločice aus führte, liegt an der Luka Gornji Molunat, an der es Sand- und Kiesstrände gibt.
Auf dem „Stiel“ der Halbinsel befindet sich der Ortsteil Metale mit einem Fischerhafen in der Uvala Podmetale, einem Teil der Luka Donji Molunat; von hier geht gegenwärtig die Straßenverbindung ins Inland aus.
Beide Ortsteile sind bei der Entwicklung des Orts von einem Fischerdorf zum Seebadeort mit Appartementhäusern und -hotels sowie Campingplätzen zusammengewachsen, und die bauliche Erweiterung dauert noch an. Zwischen den beiden Zentren steht direkt am Meer die kleine Kirche Sv. Ivana mit Friedhof.
Der Ort liegt in einem Naturschutzgebiet und weist im Unterschied zu den trockenen Gipfeln des Küstengebirges eine reiche Vegetation auf; diese charakterisieren insbesondere Zypressen und Oleander. Die beiden Buchten sind ein beliebtes Tauchgebiet.
Der bewaldete, ca. 1300 m lange küstenparallele „Kopf“ der Halbinsel erhebt sich zu den beiden Gipfeln Lastavica (140 m) und Kaštijo (99 m). Ersterer ist noch militärisch genutzt. Seeseitig endet die Halbinsel zwischen dem nordwestlichen Kap Rt Lokvice und der Meerenge Vratlo, die sie von der Insel Veliki Školj trennt, in hohen Felsenkliffs. 1468–1471 wurde sie von den Ragusanern an der schmalsten Stelle zwischen den beiden Buchten mit einer Wehrmauer versehen, von der heute noch große Teile erhalten sind. Ebenfalls im Ortsteil Metale, direkt vor der Wehrmauer und mit Öffnung nach Südosten zur Luka Gornji Molunat, fand man in den 1960er Jahren die Reste eines römischen Theaters; wegen der damaligen militärischen Nutzung des Geländes wurden die Ausgrabungen zum Teil überbaut und verwilderten im Übrigen.
Im Gemeindegebiet befinden sich auch prähistorische Grabhügel.

## Fotos

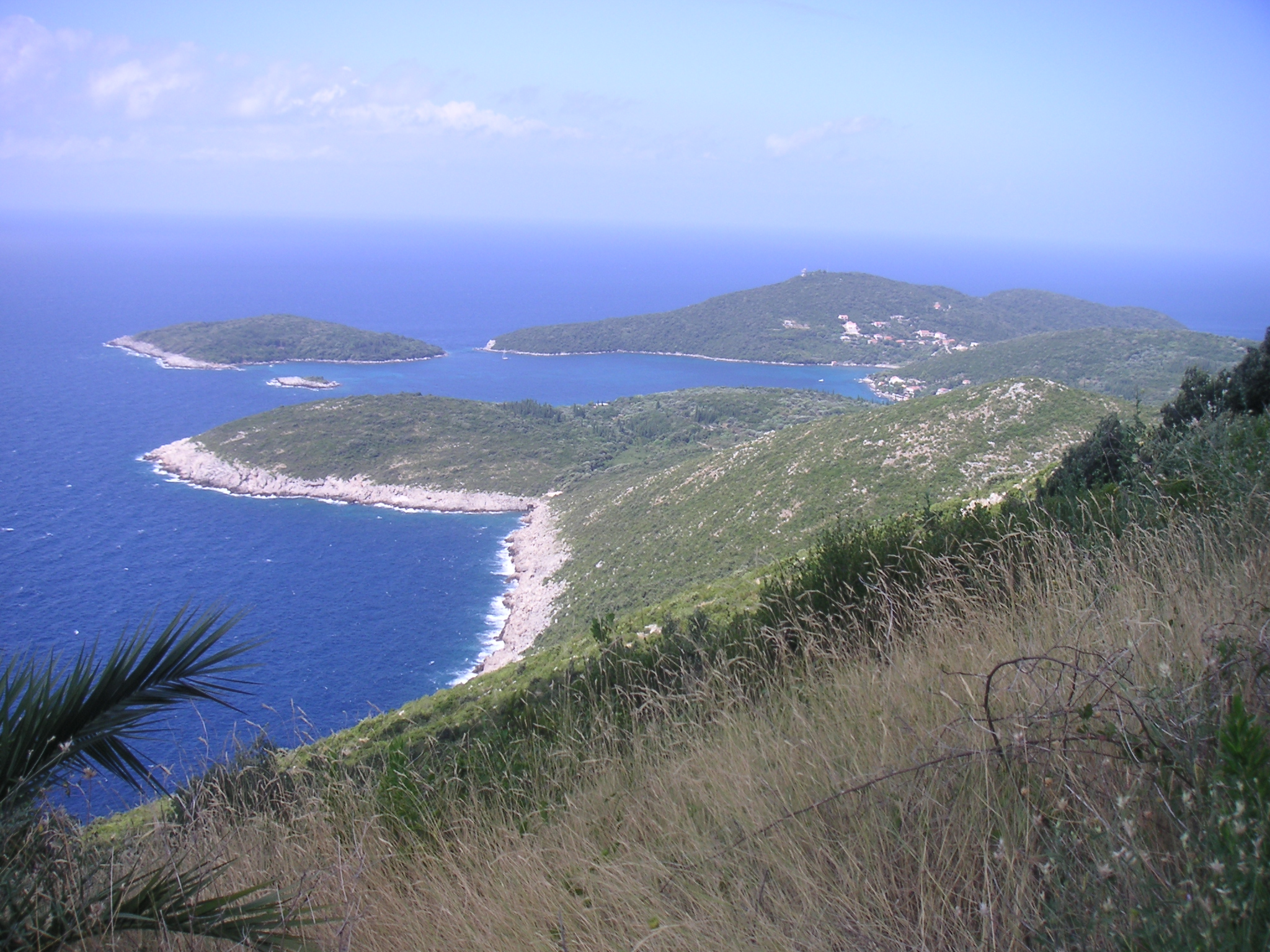
Blick auf Molunat
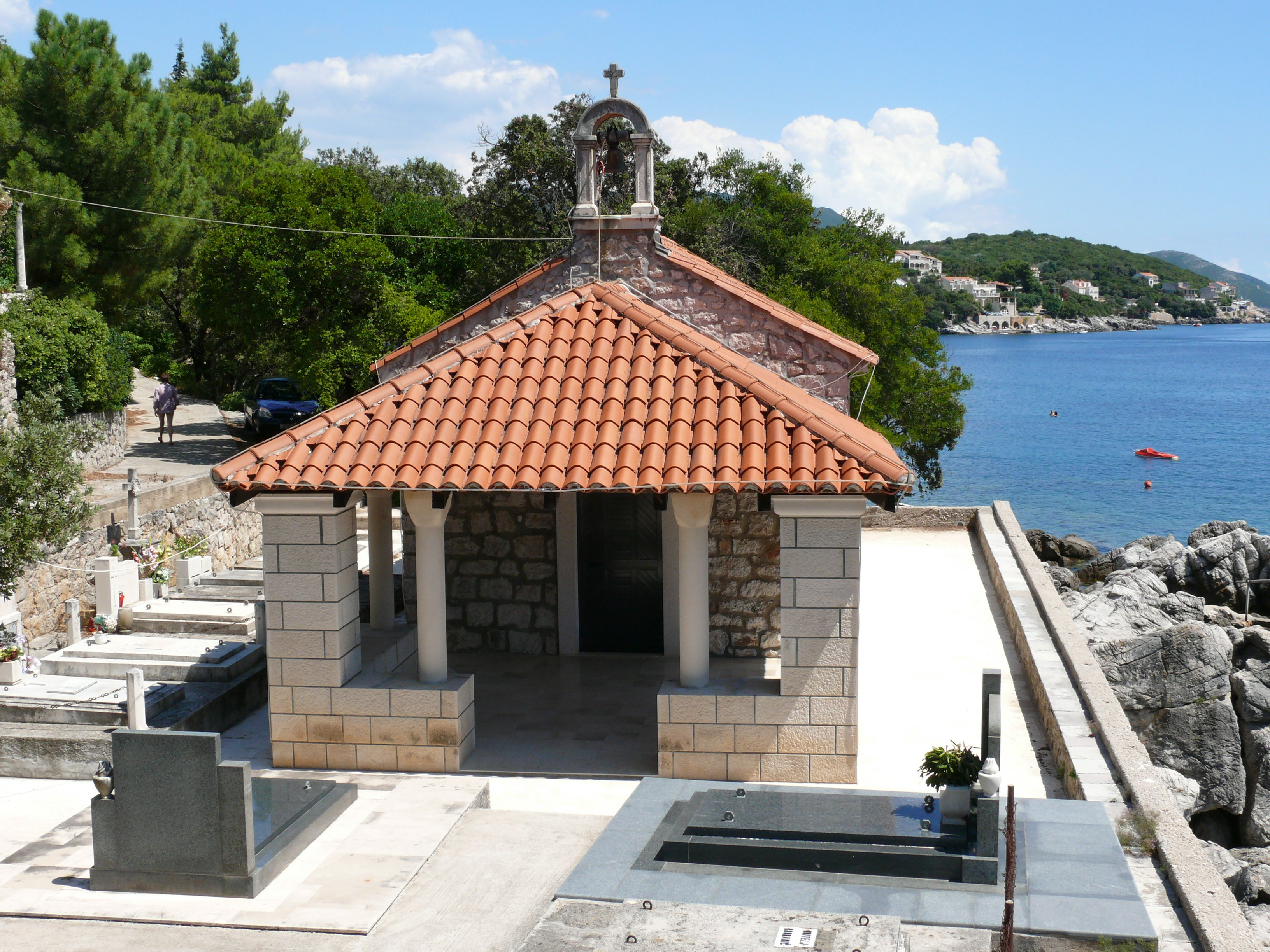
Kirche Sv. Ivana
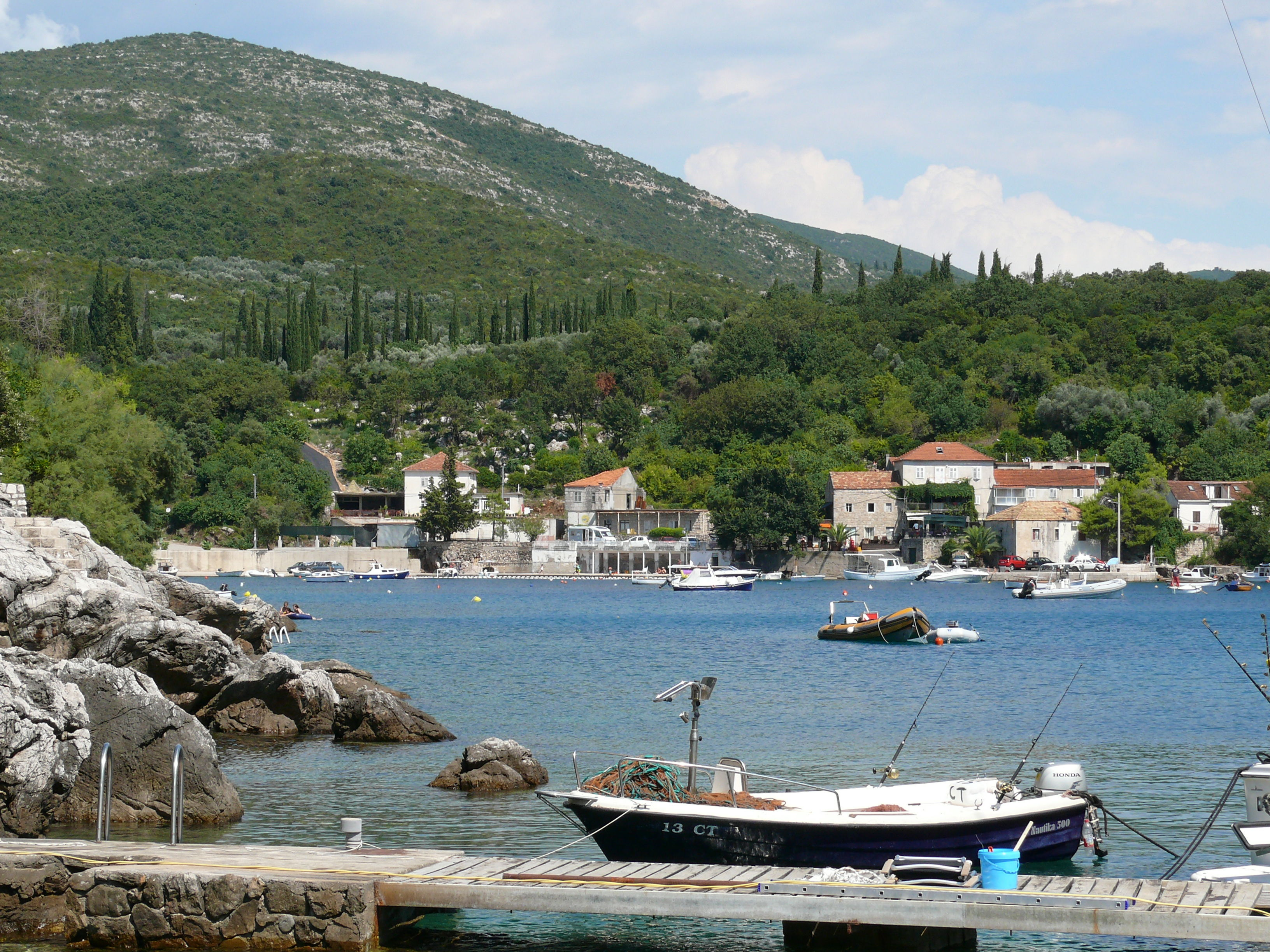
Bucht von Molunat
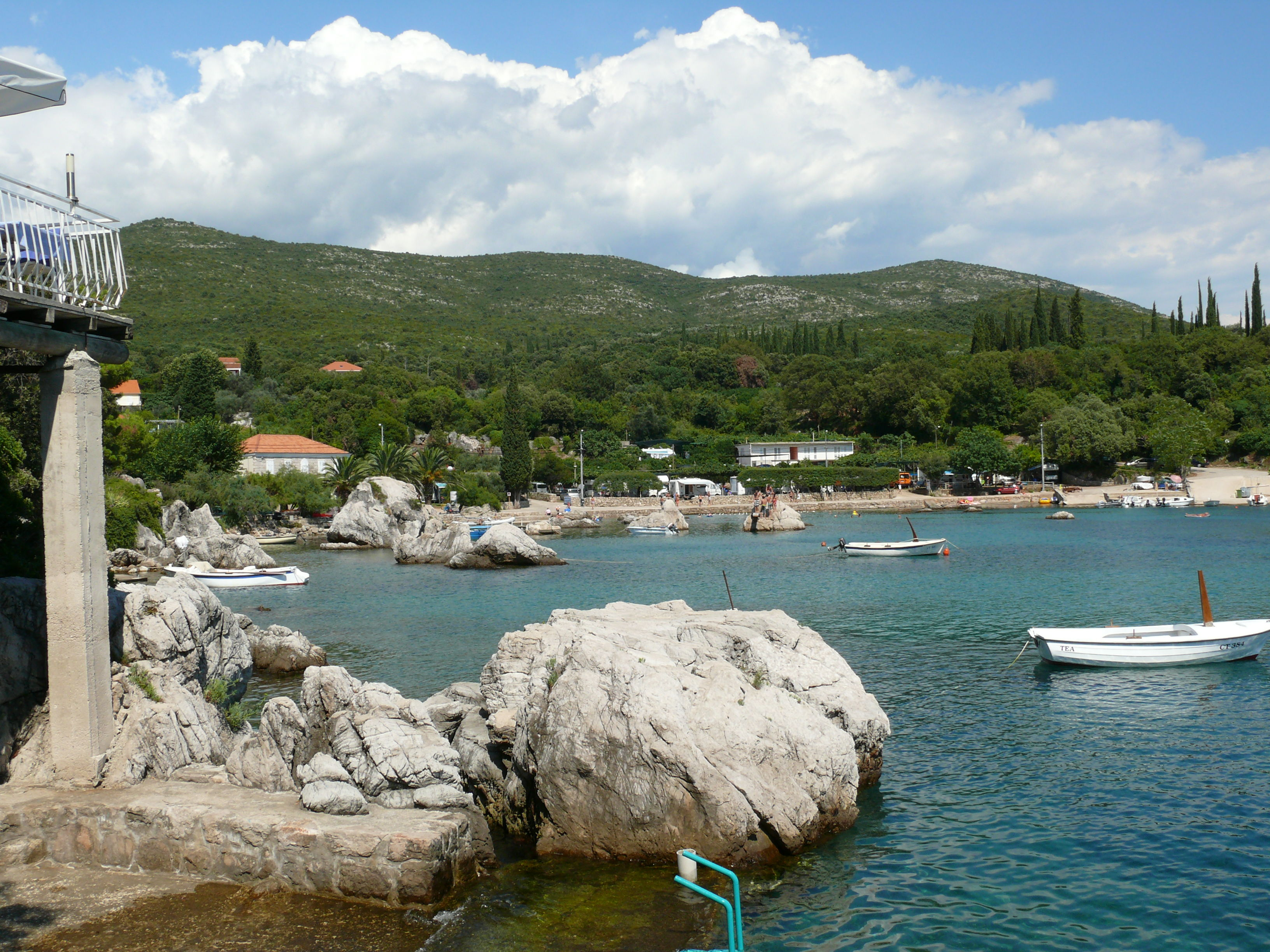
Bucht von Molunat
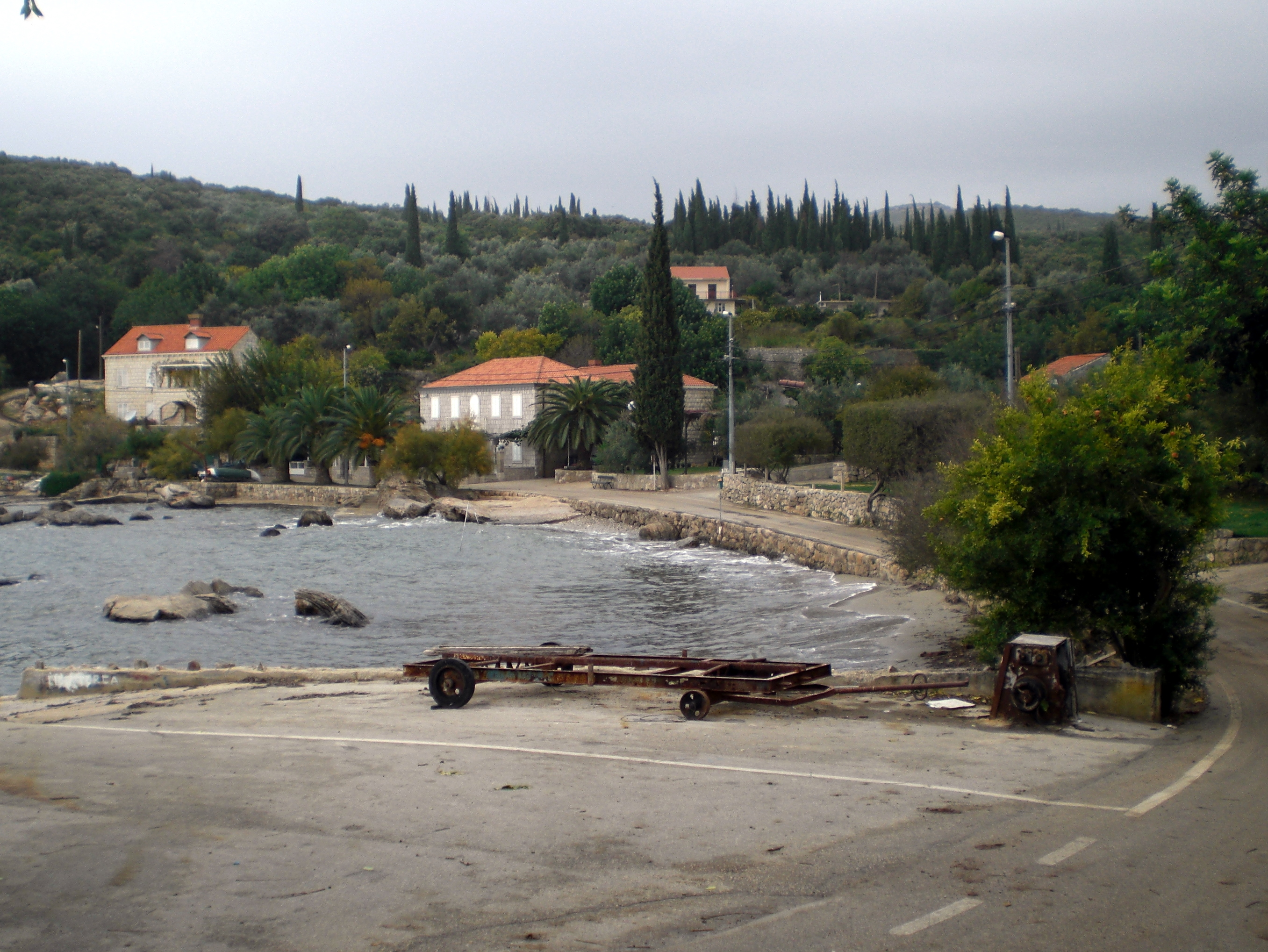
Slipanlage
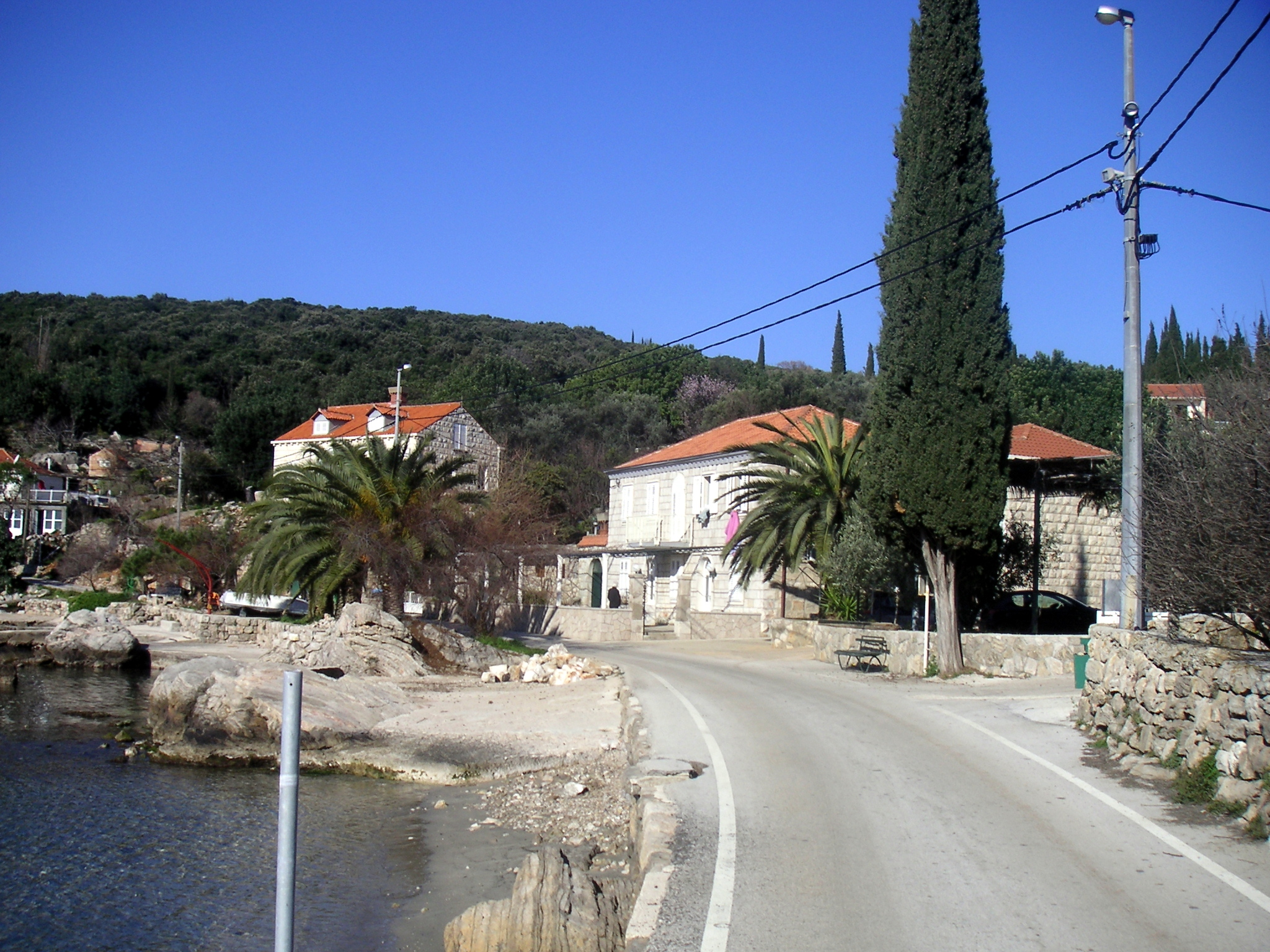
Hauptstraße im Februar
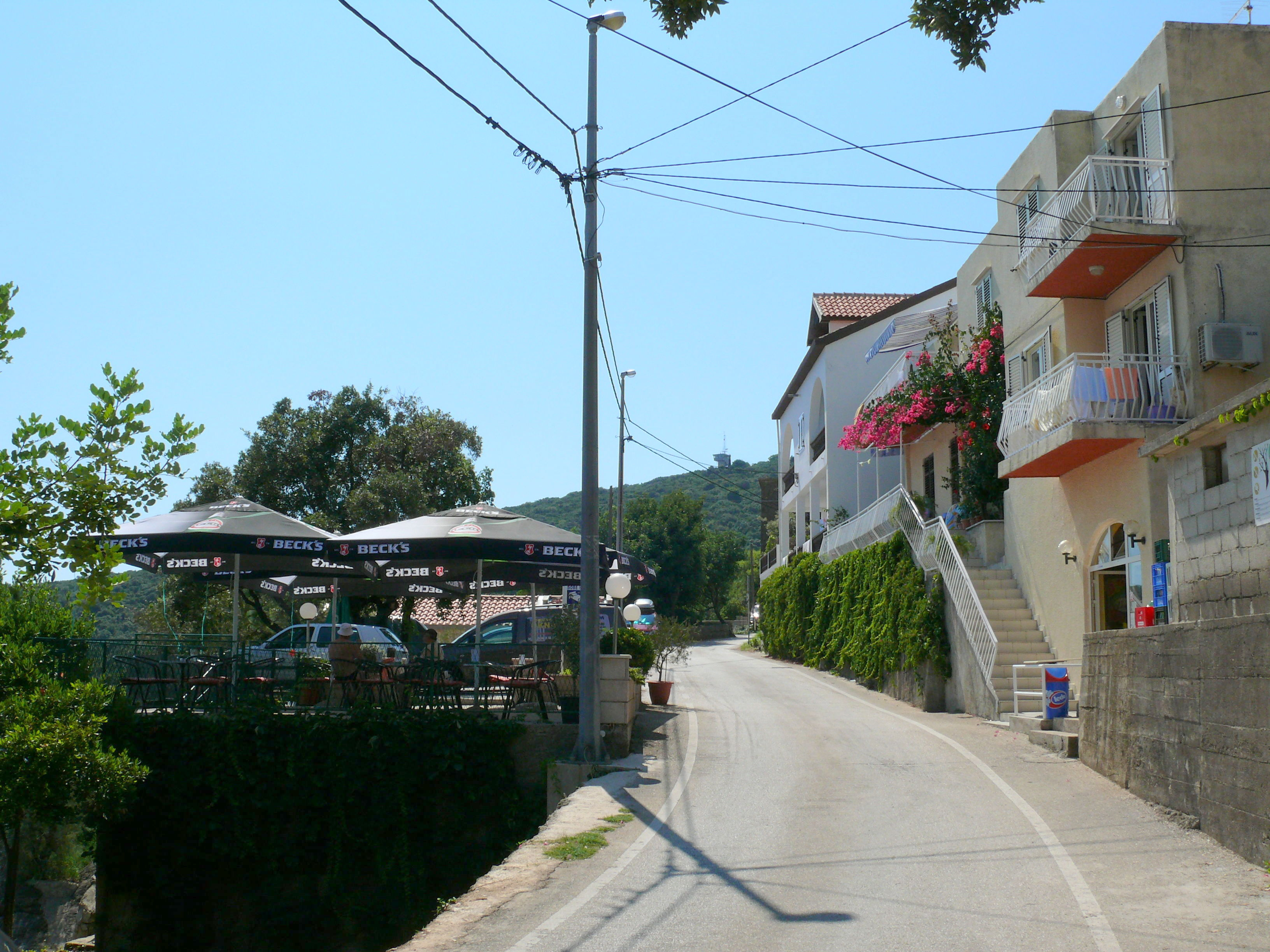
Hauptstraße im Sommer
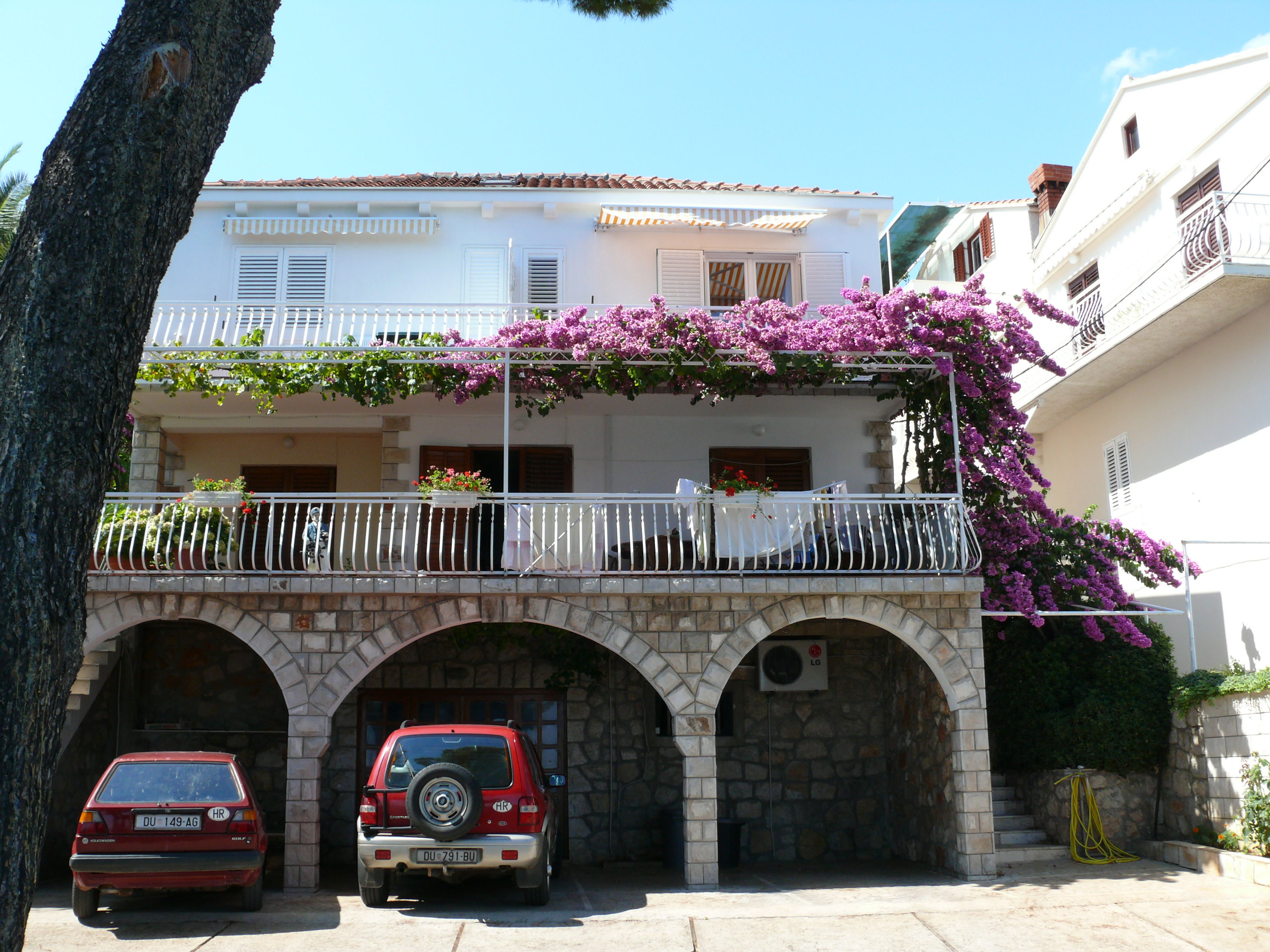
Pension